# Sites mégalithiques de la Moselle
 (décembre 2024).
Si vous disposez d'ouvrages ou d'articles de référence ou si vous connaissez des sites web de qualité traitant du thème abordé ici, merci de compléter l'article en donnant les références utiles à sa vérifiabilité et en les liant à la section « Notes et références ».
Cet article présente la liste des sites mégalithiques de la Moselle, en France.

## Inventaire
| Monument                           | Type                       | Remarque | Localisation  | Coordonnées                      | Illustration                         |
| ---------------------------------- | -------------------------- | --- | ------------- | -------------------------------- | ------------------------------------ |
| Menhir du Kunkel                   | Menhir                     | | Abreschviller | à géolocaliser                   | Image manquante                      |
| Bornes Saint-Martin                | Possible site mégalithique | Ensemble d'une borne forestière et de deux pierres, possibles menhirs ou restes d'une sépulture mégalithique | Haselbourg    | 48° 40′ 20″ nord, 7° 15′ 22″ est | Image manquante                      |
| Polissoir d'Haspelschiedt          | Polissoir                  | | Haspelschiedt | 49° 05′ 29″ nord, 7° 29′ 18″ est | Image manquante                      |
| Pierre des douze Apôtres           | Menhir                     | Classé MH (1930) ; menhir christianisé                                                                       | Meisenthal    | 48° 57′ 13″ nord, 7° 22′ 09″ est | Pierre des douze Apôtres, Meisenthal |
| Pierre qui tourne de Pierrevillers | Site mégalithique          | Située dans la forêt communale de Pierrevillers.                                                             | Pierrevillers | 49° 13′ 47″ nord, 6° 05′ 02″ est | Image manquante                      |
| Nécropole tumulaire de Téterchen   | Tumulus                    | Inscrit MH (1994)                                                                                            | Téterchen     | à géolocaliser                   | Image manquante                      |